# Vochysiaceae
Famille
Classification APG III (2009)
La famille des Vochysiaceae ou Vochysiacées regroupe des plantes dicotylédones. Selon Watson & Dallwitz elle comprend 200 espèces réparties en sept genres.
Ce sont des arbres, arbustes et lianes des régions tropicales d'Amérique du Sud et de l'Afrique de l'Ouest.

## Dénomination

### Étymologie
Le nom vernaculaire « Vochy »
Cette famille fut anciennement appelée « Vochysiées » par Auguste de Saint-Hilaire,.
Le nom actuel « Vochysiaceae » vient du  genre type Vochysia qui dérive du nom « Vochy » publié par Aublet, et emprunté au nom de vochy utilisé par les Galibis (Les Kali’nas aujourd'hui).
Mais l'histoire étymologique du nom de genre Vochysia, qui s’étire sur plus de 150 ans et impliqua nombre de botanistes, mérite d’être détaillée à titre d'exemple du lent processus qui conduit à l’adoption d’un nom de taxon, et de l'ostracisme de certains botanistes à ne pas admettre de noms « barbares », suivant en cela Linné.
Première latinisation « Vochy »
Le nom Vochy a été publié en 1775 par J.-B. Aublet (1723-1778) pour nommer l’espèce Vochy guianensis,. C’est cette première latinisation Vochy qu’utilisa, en 1924 et 1926, le botaniste américain Paul Standley dans sa Flore d'Amérique du Nord (The North American Flora). 
Deuxième latinisation « Vochya »
En 1788, le botaniste italien Vandelli décrivit un Vochya, sans en préciser le nom spécifique. Il basa son appellation sur un spécimen nommé Vochya emarginata (Vahl) Poir.
Troisième latinisation « Vochisia »
En 1789, De Jussieu dans son Genera Plantarum a utilisé le nom Vochisia, en référence au genre Vochy mais en négligeant la lettre « y ».  Cette deuxième latinisation du nom original d’Aublet a ensuite été utilisée en 1919 par le botaniste suisse John Briquet (1870-1931).
Quatrième latinisation « Vochysia »
Une quatrième version, Vochysia, a été publiée en 1808 par le botaniste français Poiret (1755-1834).
Le botaniste écossais T. A. Sprague (1929) a mis en doute les appellations Vochisia Juss. et Vochysia Poir. Briquet lui, ne vit aucune raison de modifier l'orthographe de Jussieu (Vochisia). Néanmoins beaucoup d’auteurs  utilisèrent l'orthographe Vochysia, dans l'intention de conserver « Vochysia Poir., 1808 » plutôt que « Vochisia Juss., 1789 ».
Cette orthographe Vochysia a finalement été conservée comme nomen conservandum, dans une procédure prévue par le code international de nomenclature botanique pour stabiliser la nomenclature. Mais le nom reste daté de 1775 et attribué à son auteur original, Aubl.
Autres noms proposés
En 1777, Scopoli proposa Salmonia, et en 1779, le botaniste allemand Johann  Schreber proposa Cucullaria comme alternative pour Vochy ; Strukeria fut également proposé en 1790 par de Vellozo,.
Ces noms furent rejetés pour des raisons d’antériorité de la première nomination publiée par Aublet.

### Nom vernaculaire
L’arbre du genre Vochysia est nommé kuwali en Guyane.

## Classification
En classification phylogénétique APG (1998) le genre Euphronia ne fait pas partie de cette famille, mais est assigné à la famille des Euphroniaceae ou à la famille des Chrysobalanaceae (optionnelle).

## Liste des genres
Selon Angiosperm Phylogeny Website (11 décembre 2016) et DELTA Angio (11 décembre 2016) :
- Callisthene Martius
- Erisma Rudge
- Erismadelphus Mildbraed
- Qualea Aublet
- Korupodendron (sv) Litt & Cheek
- Salvertia (sv) A. St.-Hilaire
- Vochysia Aublet

Selon NCBI (11 décembre 2016) :
- Callisthene
- Erisma
- Erismadelphus
- Qualea
- Ruizterania
- Salvertia
- Vochysia